# Beit Jann
Beit Jann (hebreiska: בית ג’ן) är en ort i Israel.   Den ligger i distriktet Norra distriktet, i den norra delen av landet. Beit Jann ligger 923 meter över havet och antalet invånare är 10 002.
Terrängen runt Beit Jann är huvudsakligen kuperad. Beit Jann ligger uppe på en höjd.Runt Beit Jann är det tätbefolkat, med 511 invånare per kvadratkilometer. Närmaste större samhälle är Karmi'el, 8,9 km sydväst om Beit Jann. 